# Chrysotus nigerimus
Chrysotus nigerimus är en tvåvingeart som beskrevs av Becker 1918. Chrysotus nigerimus ingår i släktet Chrysotus och familjen styltflugor. Inga underarter finns listade i Catalogue of Life.